# گاس ماینس
گاس ماینس (انگلیسی: Gus Meins؛ ‏ ۶ مارس ۱۸۹۳ – ۱ اوت ۱۹۴۰) کارگردان، فیلم‌نامه‌نویس و تهیه‌کننده فیلم آلمانی‌الاصل اهل ایالات متحده آمریکا بود.
از فیلم‌هایی که وی در آن‌ها نقش داشته‌است، می‌توان به بچه‌ها در شهر اسباب‌بازی اشاره نمود.